# Pflugschar-Zungenstendel
Der Pflugschar-Zungenstendel (Serapias vomeracea) ist eine Pflanzenart aus der Gattung der Zungenstendel (Serapias) innerhalb der Familie der Orchideengewächse (Orchidaceae).

## Beschreibung

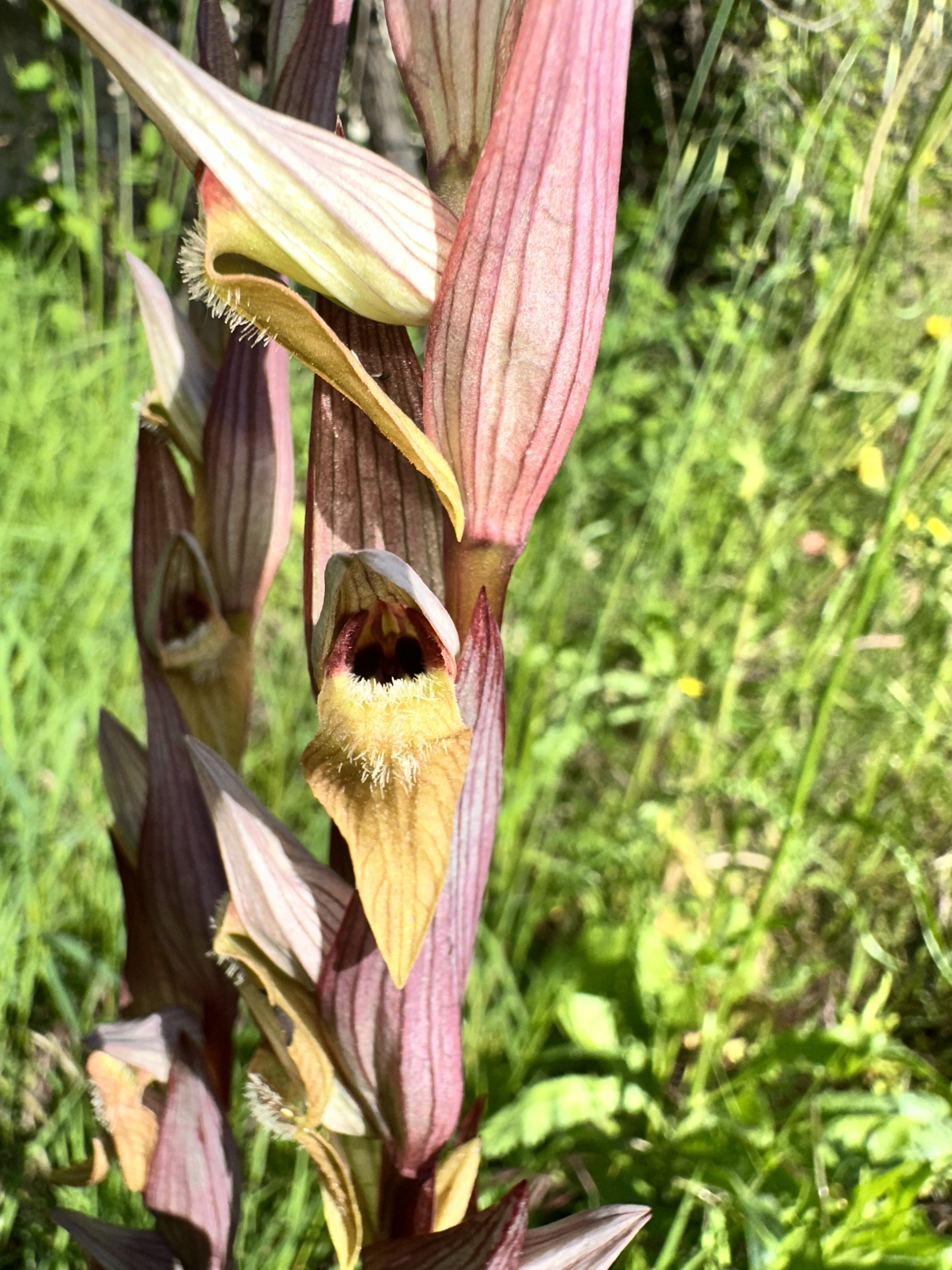
Ausschnitt des Blütenstands mit zygomorper Blüte

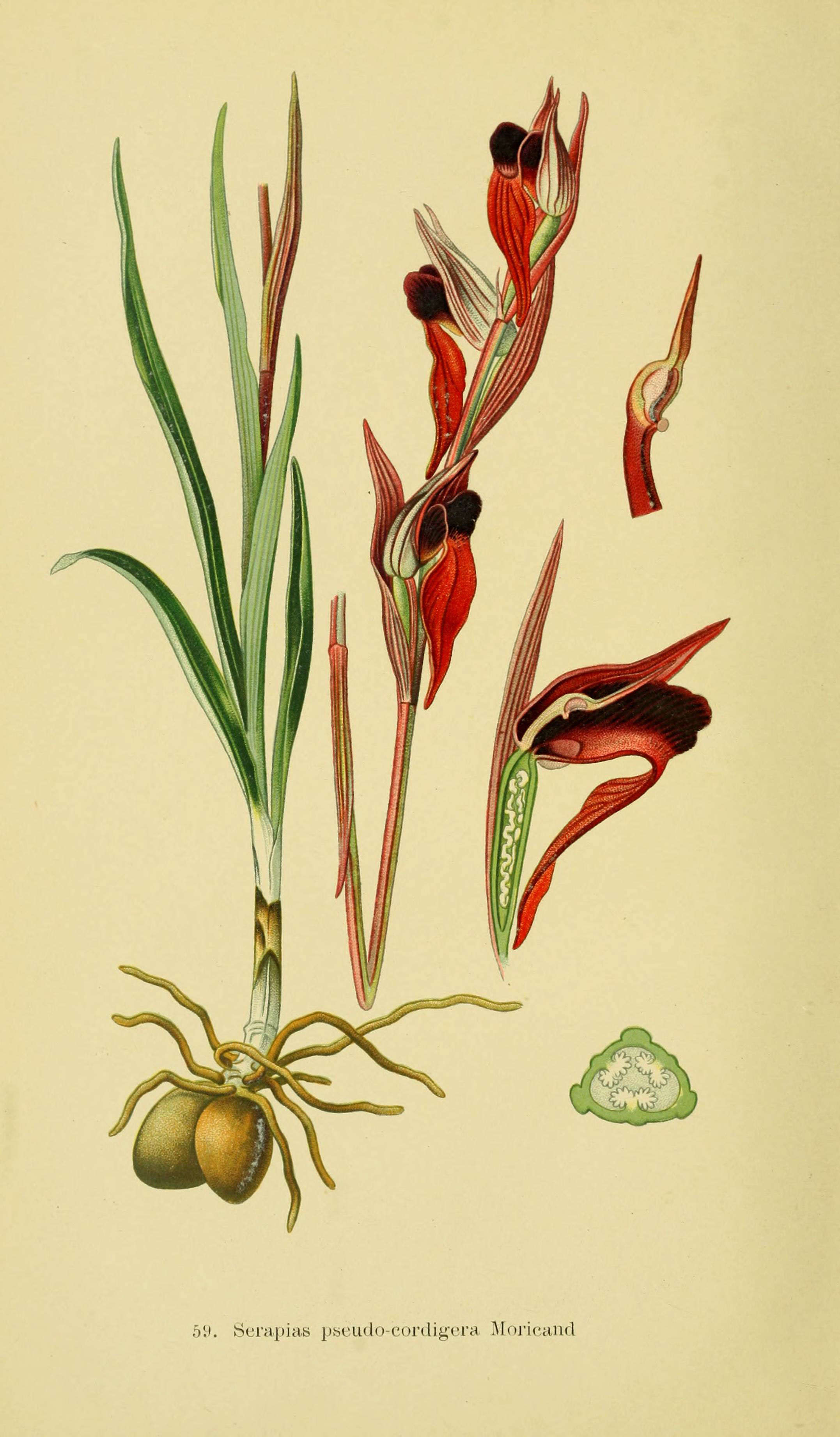
Illustration aus Abbildungen der in Deutschland und den angrenzenden Gebieten vorkommenden Grundformen der Orchideenarten, Tafel59

### Vegetative Merkmale
Die Pflugschar-Zungenstendel ist eine ausdauernde krautige Pflanze und erreicht Wuchshöhen von 10 bis 60 Zentimetern. Als Überdauerungsorgane bildet sie zwei kugelige unterirdische Knollen. Die vier bis sieben Laubblätter im unteren Stängelabschnitt sind bei einer Länge von bis zu 19 Zentimetern schmal-lanzettlich. Die beiden oberen Laubblätter sind wie die Tragblätter braunviolett überlaufen.

### Generative Merkmale
Die Blütezeit reicht von März bis Juni. Der Blütenstand enthält drei bis zehn Blüten zusammen. Die Tragblätter sind viel länger als der steil aufgerichtete Helm. Die zwittrige Blüte ist zygomorph und dreizählig. Der Helm wird aus fünf spitzen Blütenhüllblättern gebildet und ist außen blassviolett bis graulilafarben. Der vordere Teil der braunvioletten Lippe ist 2 bis 3 Zentimeter lang und bis zu 12 Millimeter breit. Der hintere Abschnitt ist breit-keilförmig, mit dunkler gefärbten, aufgerichteten Seitenlappen.

## Vorkommen
Das Verbreitungsgebiet umfasst fast den gesamten Mittelmeerraum von der Iberischen Halbinsel und Südfrankreich bis zur Ostägäis und Kleinasien sowie Nordwestafrika. Im Norden reicht es bis zu den südlichen Schweizer Alpen.
Standorte sind meist Magerrasen, Garigues, Brachflächen, lichte Wälder (insbesondere Kiefern und Kastanien) sowie Olivenbaumpflanzungen.
Die ökologischen Zeigerwerte nach Landolt et al. 2010 sind in der Schweiz: Feuchtezahl F = 2+w+ (frisch aber stark wechselnd), Lichtzahl L = 4 (hell), Reaktionszahl R = 3 (schwach sauer bis neutral), Temperaturzahl T = 5 (sehr warm-kollin), Nährstoffzahl N = 2 (nährstoffarm), Kontinentalitätszahl K = 3 (subozeanisch bis subkontinental).

## Systematik
Die Erstveröffentlichung erfolgte 1770 unter dem Namen (Basionym) Orchis vomeracea durch Nicolaas Laurens Burman in Nova Acta Physico-Medica Academiae Caesareae Leopoldino-Carolinae Naturae Curiosorum Exhibentia Ephemerides sive Observationes Historias et Experimenta ..., Band 4 (Appendix), S. 237. Die Neukombination zu Serapias vomeracea (Burm. f.) Briq. wurde 1910 durch John Isaac Briquet in Prodrome de la Flore Corse, Band 1, S. 378 veröffentlicht. Weitere Synonyme für Serapias vomeracea (Burm. f.) Briq. sind: Orchis lingua All., Serapias cordigera subsp. vomeracea (Burm. f.) H.Sund.
Bei manchen Autoren werden drei Unterarten aufgelistet, die aber von anderen Autoren als selbstständige Arten angesehen werden:
- Serapias vomeracea subsp. vomeracea; wie hier beschrieben. Diese Unterart bzw. Art gedeiht in Höhenlagen von 0 bis 1450 Metern.[4]
- Serapias vomeracea subsp. guadarramica Kreutz: Sie kommt nur in Spanien vor.[2]
- Schlankwüchsiger Zungenstendel (Serapias vomeracea subsp. laxiflora (Soó) Gölz & H.R.Reinhard): Ihr Blütenstand ist lockerblütig, sowie verlängert; der vordere Lippenabschnitt ist bis 18 Millimeter lang. Als Art trägt sie den Namen Serapias bergonii E.G.Camus.
- Orientalischer Zungenstendel (Serapias vomeracea subsp. orientalis Greuter); mit breiterer Lippe und Tragblättern, die kaum länger als der Helm sind. Als Art trägt sie den Namen Serapias orientalis (Greuter) H.Baumann & Künkele.